# Альбино-Сертуче
Альбино-Сертуче (исп. Albino Zertuche) — муниципалитет в Мексике, входит в штат Пуэбла.

## История
Город основан в 1900 году.